# Maison de la boîte à mouches
La maison dite de la boîte à mouche ou Muckekaschtele est une maison située à Colmar, dans le département français du Haut-Rhin.

## Localisation
Ce bâtiment est situé au 11 place de l'École à Colmar.

## Historique
Au Moyen Âge, elle servait à surveiller les allées et venues des commerçants et s'assurer qu'ils s'acquittaient bien des droits de douane.
Elle a été détruite lors de la Seconde Guerre mondiale et rebâtie à l'identique en 1948.

## Architecture
Elle est connue pour être la plus petite maison de la ville avec ses 25 m2.